# Pselliophora flavibasis
Pselliophora flavibasis är en tvåvingeart som beskrevs av Edwards 1916. Pselliophora flavibasis ingår i släktet Pselliophora och familjen storharkrankar. Inga underarter finns listade i Catalogue of Life.